# 罗沃隆
罗沃隆（義大利語：Rovolon），是意大利威尼托大区帕多瓦省的一个市镇。总面积27.56平方公里，人口4695人，人口密度170.4人/平方公里（2009年）。国家统计（ISTAT）代码为028071。